# Heaven 17
Heaven 17 är en musikgrupp i genren syntpop bildad i Sheffield, England 1980. Bandet grundades av två tidigare medlemmar av bandet The Human League, Ian Craig Marsh och Martyn Ware, som värvade sångaren Glenn Gregory. Gruppnamnet är taget från en fiktiv popgrupp som förekommer i Anthony Burgess roman En apelsin med urverk (originaltitel: A Clockwork Orange). 

## Historia
Efter att ha lämnat The Human League bildade Martyn Ware produktionsbolaget British Electric Foundation som var avsett för olika musikaliska projekt. Efter att ha givit ut några skivor som B.E.F anlitade Ware och Marsh sångaren Glenn Gregory och blev Heaven 17. Gruppen var från början bara var tänkt som en tillfällig del av B.E.F-projektet. Inom en vecka hade de skrivit och gjort en demo av låten "(We Don't Need This) Fascist Groove Thang" som förenade The Human Leagues musikaliska filosofi med nya inslag av funkbas och dansgolvsrytmer. Låten blev Heaven 17's singeldebut 1981. "(We Don't Need This) Fascist Groove Thang" utnämndes till veckans singel i musiktidningen NME, men bannlystes av BBC för sitt politiska innehåll. Gruppens första album Penthouse and Pavement genererade inga större framgångar på singellistan i Storbritannien, men albumet gick ändå upp till 14:e plats på UK Albums Chart.
1983 fick de sin första verkligt stora hitsingel med låten "Temptation" som gick upp på andra plats på UK Singles Chart. Den var med på albumet The Luxury Gap vilket även genererade hitsingeln "Come Live With Me" som nådde femte plats på singellistan och topp 20-hiten "Crushed by the Wheels of Industry". The Luxury Gap blev gruppens största framgång med fjärde plats på brittiska albumlistan och certifierades med en guldskiva i Storbritannien. 1984 släpptes albumet How Men Are vilket blev gruppens sista framgångsrika album. Singlarna "Sunset Now" och "This is Mine" blev topp 30-hits, och albumet nådde 12:e plats på listan. Vid mitten av 1980-talet blev Martyn Ware en framgångsrik musikproducent för andra artister och Heaven 17's aktivitet minskade. Man gav ut några album och singlar som inte fick särskilt mycket kommersiell framgång.
Heaven 17 var under 1980-talet en ren studiogrupp, sitt första liveframträdande gjorde de först 1997. Gruppen var noga med att ha full konstnärlig kontroll på allt de gjorde, inte bara vad det gällde musiken utan även skivomslag, musikvideor och hur de presenterades visuellt. Gruppens hållning har beskrivits som postmodernism. Omslagbilden på debutalbumet Penthouse and Pavement var en på samma gång ironisk kritik och ett omfamnande av företagarbranschen. Gruppen var ofta mycket politiska i sina texter, och kunde i låtar som "Crushed by the Wheels of Industry" från 1983 blanda skildringar av massarbetslöshet med ett upplyftande dansgolvssound. 
2007 lämnade Ian Craig Marsh gruppen. Ware och Gregory fortsatte som duo, i livesammanhang förstärkta med sångerskan Billie Godfrey. Heaven 17 har under 2000-talet influerat många artister, bland andra La Roux som de även har framträtt tillsammans med.

## Bandmedlemmar
Nuvarande medlemmar
- Glenn Gregory (född Glenn Peter Gregory 16 maj 1958 i Sheffield, England) – sång, keyboard  (1980– )
- Martyn Ware (född 19 maj 1956 i Sheffield) – sång, keyboard (1980– )

Tidigare medlemmar
- Ian Craig Marsh (född 11 november 1956 i Sheffield) – gitarr, synthesizer, saxofon (1980–2007)

## Diskografi
Studioalbum
- 1981 – Penthouse and Pavement
- 1983 – The Luxury Gap
- 1984 – How Men Are
- 1986 – Pleasure One
- 1988 – Teddy Bear, Duke & Psycho
- 1996 – Bigger Than America
- 2005 – Before/After
- 2008 – Naked as Advertised

Samlingsalbum
- 1982 – Heaven 17
- 1986 – Endless
- 1992 – The Best of Heaven 17
- 1993 – Higher and Higher – The Best of Heaven 17
- 1995 – The Remix Collection
- 1998 – Retox/Detox
- 1999 – Live at Last
- 2001 – Temptation: Live in Concert
- 2006 – Greatest Hits
- 2011 – So80s Presents Heaven 17

Singlar (topp 40 på UK Singles Chart)
- 1983 – "Temptation" (#2)
- 1983 – "Come Live with Me" (#5)
- 1983 – "Crushed by the Wheels of Industry" (#17)
- 1984 – "Sunset Now" (#24)
- 1984 – "This Is Mine" (#23)
- 1992 – "Temptation" (Brothers in Rhythm remix) (#4)
- 1993 – "(We Don't Need This) Fascist Groove Thang" (The Rapino Brothers remix) (#40)